# 狭叶通泉草
狭叶通泉草（学名：Puchiumazus lanceifolius）为通泉草科补求草属下的一个种。原为通泉草属，2021年以该物种为模式标本建立了补求草属。 该植物已130年都未再采集到标本。